# Pristimantis nyctophylax
Pristimantis nyctophylax är en groddjursart som först beskrevs av Lynch 1976.  Pristimantis nyctophylax ingår i släktet Pristimantis och familjen Strabomantidae. IUCN kategoriserar arten globalt som sårbar. Inga underarter finns listade i Catalogue of Life.